# Juillet 1890

## Événements
- 1er juillet :

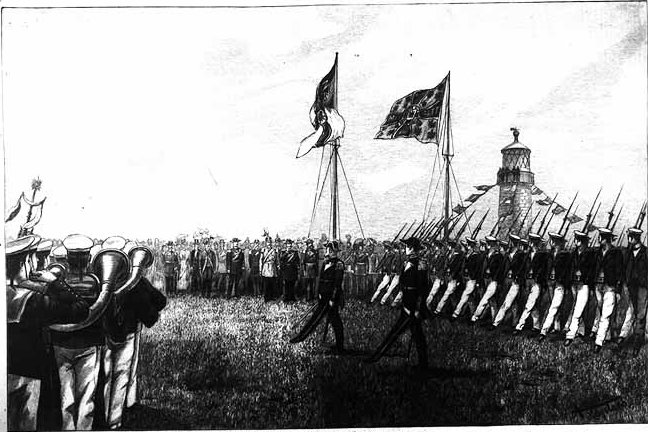
: traité Heligoland-Zanzibar

  - traité Heligoland-Zanzibar. L’Allemagne signe un traité avec le Royaume-Uni qui lui accorde la prise en charge des territoires de la Deutsche Ostafrikanische Gesellschaft.
  - Élection d’un parlement bicaméral au Japon. De nombreux candidats des partis de l’opposition libérale sont élus (première session le 25 novembre). Ils dénoncent le gouvernement des clans et amendent le projet du budget en l’amputant de 11 %.

- 2 juillet :
  - conférence internationale de Bruxelles pour la suppression de l’esclavage.
  - États-Unis : vote de la loi Sherman antitrust.

- 5 juillet : le parti conservateur de Antonio Cánovas del Castillo gouverne en Espagne jusqu’en 1892.

- 17 juillet : Cecil Rhodes devient le premier ministre de la colonie du Cap en Afrique du Sud. Fondateur de la Compagnie britannique de l’Afrique du Sud, il va peu à peu isoler les territoires boers entre les établissements britanniques de la côte et ceux du Nord. Les agriculteurs africains deviennent mineurs de fond.
  - Cecil Rhodes fait occuper la rive gauche du Limpopo (Botswana, Zimbabwe actuels). Invasion de la Rhodésie par 1 200 soldats Blancs et 1 600 auxiliaires Noirs. Lobengula et ses meilleurs soldats doivent émigrer en Rhodésie du Nord. Les 280 000 têtes de bétails appartenant au Ndébélé sont confisquées par la BSAC et 40 000 sont redistribuées aux colons. 200 colons blancs s’installent en Rhodésie du Sud, encadrés par 500 hommes en armes.

## Naissances
- 28 juillet : Eva McKee artiste et designer irlandaise.

## Décès
- 5 juillet : Pierre Van Humbeeck, homme politique belge (° 17 mai 1829).
- 29 juillet : Vincent van Gogh, peintre néerlandais (° 30 mars 1853).